# Comley Series
Die Comley Series ist ein geologischer Schichtenverband (Serie) aus dem Unterkambrium Shropshires. Er enthält die ältesten Invertebraten-Leitfossilien Großbritanniens.

## Typlokalität
Die Typlokalität der Comley Series ist der Comley Quarry bei Comley in Shropshire.

## Geologischer Überblick

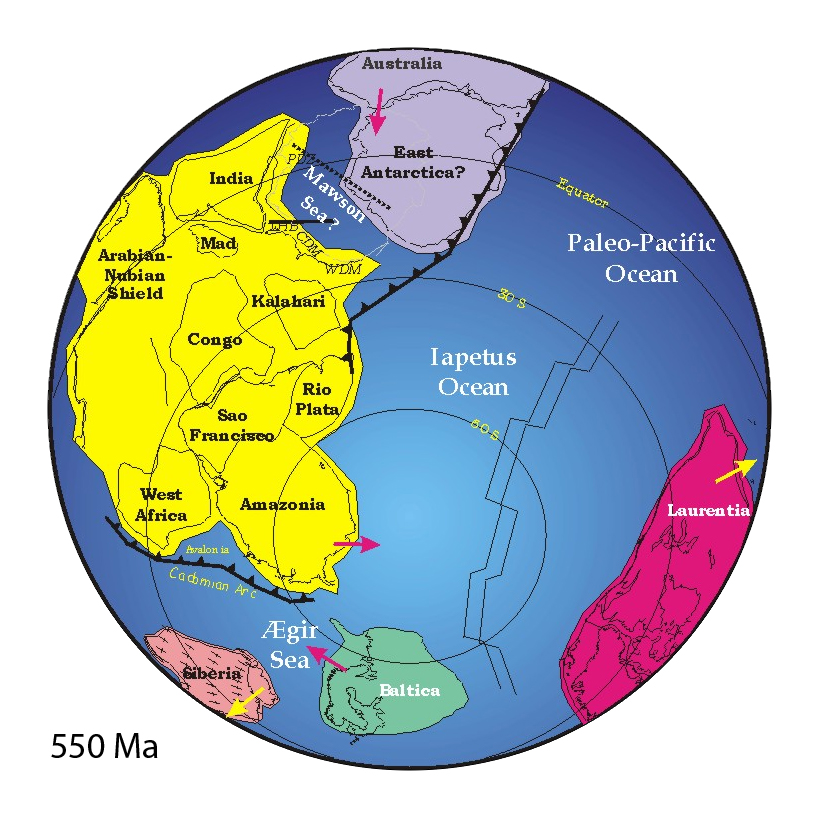
Paläogeographische Situation am Ausgang des Ediacariums (um 550 Millionene Jahre).

Im Unterkambrium (542 bis 513 Millionen Jahre) lagen der Südosten Irlands, Wales und England noch auf rund 60° südlicher Breite und bildeten Teil von Ostavalonia, das zusammen mit Armorica dem Nordrand Gondwanas vorgelagert war – der Nordwestküste des heutigen Nordafrika. Schottland und der Nordwesten Irlands waren hingegen Teil Laurentias und lagen auf etwa 40° südlicher Breite. Dazwischen erstrecke sich der Iapetus-Ozean.
Mit Beginn des Kambriums hatte ein globaler Meeresspiegelanstieg eingesetzt, der gegen Ende des Unterkambriums ein erstes Maximum erreichte. Ursachen hiefür waren das Zerbrechen Rodinias gegen Ende des Ediacarums und ein dadurch verstärktes Auftreten Mittelozeanischer Rücken, aber auch eine Klimaerwärmung nach Abklingen der neoproterozoischen Eiszeiten. Dieser Übergang vom Icehouse zum Greenhouse dürfte letztendlich auch die bemerkenswerte Diversifizierung der marinen Invertebratenfauna (Kambrische Explosion) ausgelöst haben.
Innerhalb Ostavalonias bildete das Verwerfungssystem des Welsh Borderland Fault System (WBFS) die Terrangrenze zwischen dem Cymru-Terran im Westen und dem Wrekin-Terran im Osten, die wahrscheinlich während der Cadomischen Orogenese angelegt worden war. Am Nordrand von Ostavalonia, ja am gesamten Nordrand Gondwanas, verlief ab dem Cryogenium (ab 680 Millionen Jahren) bis ins Ediacarium eine südwärts gerichtete Subduktionszone. Dadurch bedingte oblique sinistrale Konvergenzbewegungen an der WBFS führten zum Entstehen der Uriconian Group mit anschließender Ablagerung der Longmyndian Supergroup. Mit Beginn des Kambriums waren die Kompressionen innerhalb der beiden Terrane abgeklungen und Ostavalonia war zu einem kohärenten Krustenblock zusammengewachsen.

## Stratigraphie

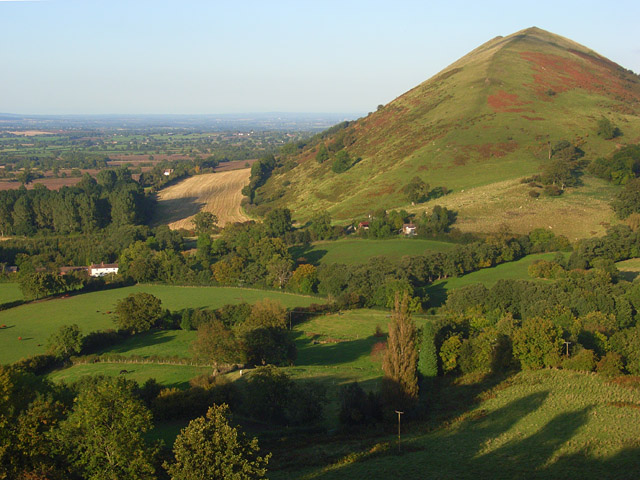
Der Lawley, gesehen vom Little Caradoc. Rechts unterhalb des Gipfels transgrediert die Comley Series über die Uriconian Group. Am linken Bergfuß verläuft die Church Stretton Fault.

Die Comley Series, auch Lower Comley Group, liegt diskordant sowohl über metamorphem neoproterozoischen Grundgebirge (Schiefer der Rushton Schists und Gneise der Primrose Hill Gneisses) als auch über Vulkaniten der Uriconian Group aus dem Ediacarium. Die Serie setzt sich aus drei Formationen zusammen (vom Hangenden zum Liegenden):
- Lower Comley Limestone
- Lower Comley Sandstone
- Wrekin Quartzite.

Die Serie wird ihrerseits diskordant von mittelkambrischen Sedimenten der Saint David’s Series überlagert, genauer von den Quarry Ridge Grits der Upper Comley Group mit Paradoxididae.
Der 30 bis 50 Meter mächtige Wrekin Quarzite (Aa) ist kein Quarzit, sondern ein nicht-metamorphosierter weißer, quarzreicher Sandstein bzw. Quarzarenit. Er enthält ein auffälliges Transgressionskonglomerat an der Basis mit Geröllen aus Rhyolithen, Tuffen und Granophyr. Oft sind die Gerölle durch aus eisenhaltigen Mineralen hervorgegangenen Chlorit auch grün gefärbt. Bis auf gelegentliche Spurenfossilien (Wurmbauten) ist der Wrekin Quartzite fossilleer. Erwähnenswert sind ferner gelbe Lagen mit dem Eisenoxid Limonit.
Der auflagernde Lower Comley Sandstone (Ab1-4 und Ac1) ist ein 150 Meter mächtiger, grünbrauner Sandstein. Seine Grünfärbung wird durch das Mineral Glaukonit verursacht, das nur im marinen Milieu auftritt.
Darüber folgt der nur 1,80 Meter mächtige Lower Comley Limestone. Er besteht aus fünf dünnen Sandstein- bzw. Kalklagen (Ac2, Ac3, Ac4, Ac5 und Ad), die zum Teil recht fossilführend sind und voneinander durch Diskordanzen abgetrennt werden. Folgende Lagen werden unterschieden (vom Hangenden zum Liegenden):
- Lapworthella Limestone (Ad)
- Strenuella Limestone (Ac4)
- Bellimarginatus Limestone (Ac3)
- Red Callavia Sandstone (Ac2)
- Green Callavia Sandstone (Ac1)

## Paläontologie

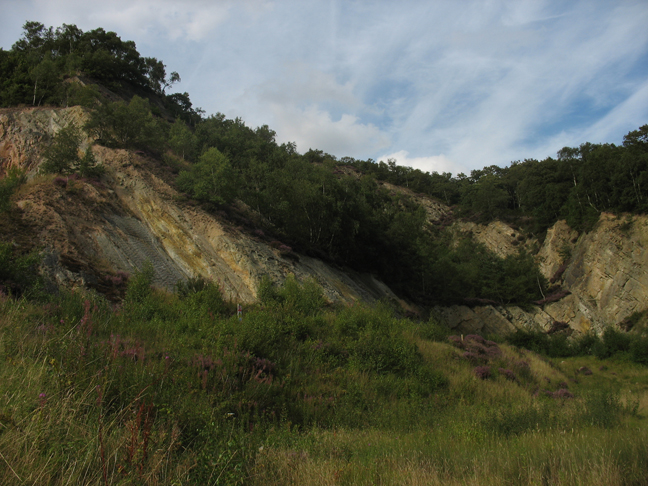
Die Comley Series am Ercall Hill. Am linken Bildrand transgrediert der Wrekin Quartzite über den Ercall Granophyre.

### Fossilgehalt
Im Lower Comley Limestone wurde 1888 von Charles Lapworth erstmals der Trilobit Callavia callavei (vormals noch Olenellus callavei) beschrieben. Neben weiteren Trilobiten sind Brachiopoden und Gastropoden wie beispielsweise Helicionella subrugosa zu erwähnen. Im Jahr 2001 wurden im Lower Comley Limestone mit Klausmuelleria salopensis ein zu den Eucrustacea gehörender Phosphatocopida in exzeptioneller dreidimensionaler Weichteilerhaltung entdeckt. Die Fossilien sind phosphatisiert und zeigen Orsten-Erhaltung.

### Biozonen
Die Comley Series erstreckt sich über drei Fossilzonen. Die erste Zone ohne Trilobiten (Englisch Non-trilobite Zone) umfasst den Wrekin Quartzite und die unteren 60 Meter des Lower Comley Sandstone. Als Fossilien finden sich hier Wurmbauten, Small-Shelly-Fauna (SSF) der Camenella baltica-Biozone, Brachiopoden und Problematika. Die darüber folgende Olenelliden-Zone (Olenellid Zone) erstreckt sich über den restlichen Lower Comley Sandstone sowie den unteren Abschnitt des Lower Comley Limestone. Die Protoleniden-Strenuelliden-Zone (Protolenid-Strenuellid Zone, benannt nach den Trilobiten Protolenus und Strenuella inklusive Lapworthella) umfasst den oberen Abschnitt des Lower Comley Limestone. Sie zeichnet sich durch ein Verschwinden der Olenelliden und einem Auftreten von Eodiscidae und ophisthoparen Trilobiten aus. Die Mikrofossilien und Trilobiten erlauben eine Korrelation mit Neufundland.
Im Einzelnen ergibt sich folgende Gliederung für die Comley Series (vom Hangenden zum Liegenden):
- Protoleniden-Strenuelliden-Zone – 2. Serie, 4. Stufe
  - Cephalopyge-Biozone, Ad
  - Orodes-Biozone, Ac5
  - Strenuella sabulosa-Biozone, Ac3 und Ac4
- Olenelliden-Zone – 2. Serie, 3. Stufe
  - Callavia-Biozone, Ab4, Ac1 und Ac2
  - Fallotapis-Biozone (mit Eofallotaspis), Ab2 und Ab3 – Erstauftreten von Trilobiten
- Non-trilobite Zone – Terreneuvium, 2. Stufe
  - Camenella baltica-Biozone, Aa und Ab1 – SSF

Im Hangenden wird gerade noch die Kiskinella-Biozone berührt, die bereits zur 3. Serie und 5. Stufe des Kambriums gehört. Die darüber folgende Eoparadoxides harlani-Biozone, die zur Upper Comley Group überleitet, ist der Erosion anheimgefallen.

## Alter

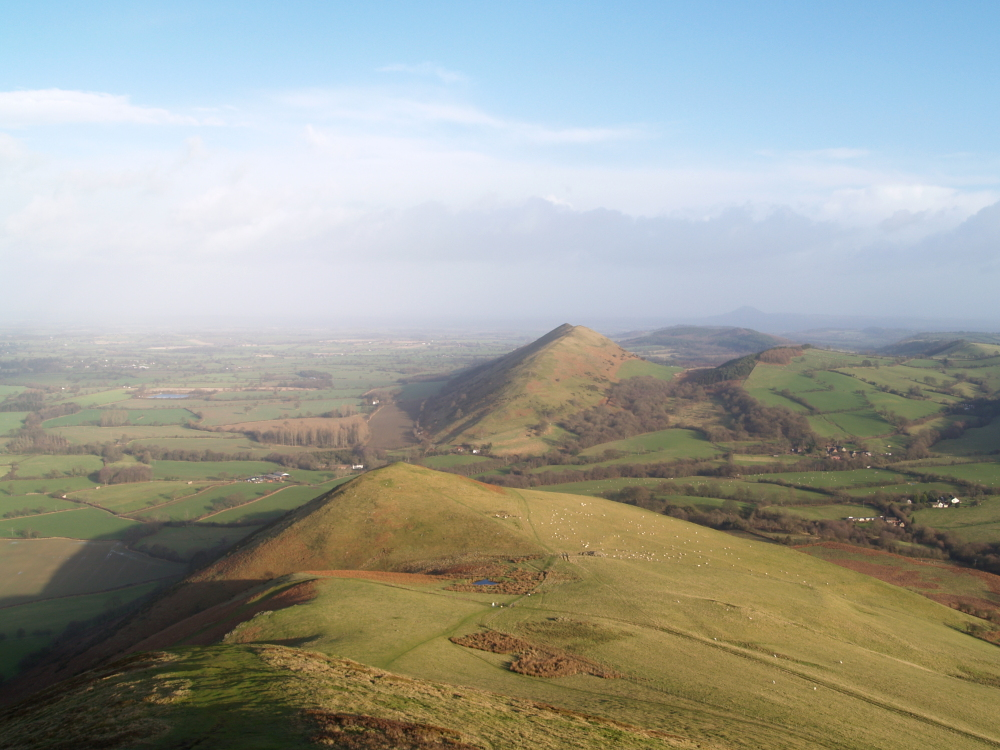
Blick vom Caer Caradoc nach Nordost über Little Caradoc und Comley zum Lawley. Der Südhang zum Hoar Edge (rechts) wird von der Comley Series eingenommen.

Für die Comley Series besteht bisher ein robustes Alter von 514,45 ± 0,36 Millionen Jahren, etabliert mit der Uran-Blei-Methode (ID-TIMS) an Zirkonen, nur für das Hangende des Lower Comley Sandstone (Ac1) –  entsprechend dem Hangenden der 3. Stufe (521 bis 515 Millionen Jahre) aus der 2. Serie des Kambriums. Harvey und Kollegen konnten auch den Rest der Serie zeitlich eingrenzen, indem sie die Basis des Upper Comley Sandstone (Ba1) mit 509,10 ± 0,10 Millionen Jahren datierten.
Der stratigraphisch unterste Trilobit – sehr wahrscheinlich Kjerulfia – erscheint 60 Meter oberhalb der Basis des Lower Comley Sandstone (in Ab3, in der Fallotaspis-Zone an der Basis der 3. Stufe des Kambriums) und dürfte rund 519 Millionen Jahre alt sein. Die Basistransgression des Wrekin Quartzite kann zeitlich bisher nur abgeschätzt werden. Rushton und Kollegen (2011) stellen sie in den oberen Abschnitt der 2. Stufe des Terreneuviums (528 bis 522 Millionen Jahre) und ordnen ihr ein ungefähres Alter von 523 Millionen Jahren zu.
Die Comley Series repräsentiert demzufolge den Zeitabschnitt von 523 bis 510 Millionen Jahren.

## Vorkommen

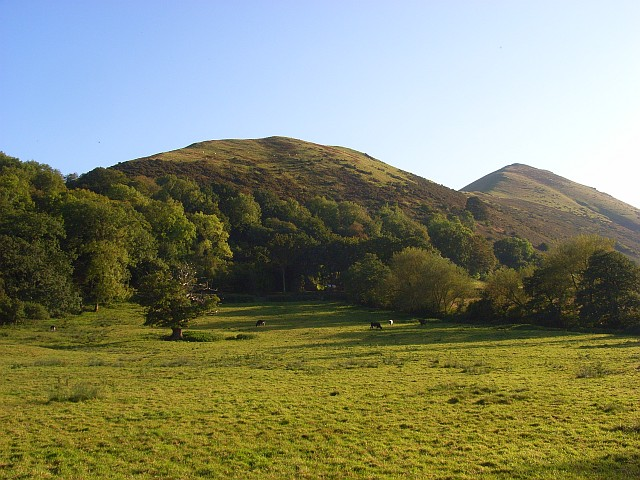
Weiden bei Comley und Blick auf Little Caradoc (Mitte) und Caer Caradoc (rechts).

Die Vorkommen der Comley Series folgen den beiden Verwerfungen des Welsh Borderland Fault Systems – der Church Stretton Fault und der Pontesford-Linley Fault. Bekannte Vorkommen finden sich bei Lilleshall (Lilleshall Hill), am Wrekin, am Ercall Hill, am Lawley, am Caer Caradoc, um die Typlokalität Comley und am Cwms. Die Comley Series tritt außerhalb von Shropshire auch im nördlichen Herefordshire, an den Malvern Hills, bei Nuneaton und sogar noch bei Bristol auf. Die Serie dürfte früher über die gesamten Midlands verbreitet gewesen sein, wurde aber durch Heraushebung und Erosion kurz vor Beginn des Ordoviziums entfernt. Schön zu sehen ist dies bei Hope Bowdler oder am Hazler Hill, wo ordovizische Sedimente mit einer deutlichen Diskordanz direkt auf einer tief abgetragenen Landoberfläche aus Vulkaniten der Uriconian Group zu liegen kommen und die Comley Series wegerodiert wurde.

## Die Comley Series als stratigraphische Einheit
In Großbritannien wird mit dem Begriff Comley generell das Unterkambrium bezeichnet, mit Verbreitungsgebieten auch außerhalb von Shropshire, beispielsweise im Nordwesten von Gwynedd, am Harlech Dome in Nordwales, im Südwesten Dyfeds und bei Nuneaton auf der Midland Platform in England (Hartshill Formation).
In Nordwest-Gwyned ist das Comley mit über 2.000 Meter sehr mächtig ausgebildet und besteht aus 1.200 Meter Sandsteinen und Konglomeraten des küstennahen Bereichs, den 800 Meter mächtigen, offen marinen Llanberis Slates mit Turbiditeinschaltungen sowie den Sandsteinen der Cymffrwch Grits.
Die Abfolge am Harlech Dome baut sich aus 725 Meter mächtigen Sandsteinen und Schiefertonen des Delta- und Vordeltabereichs auf (enthält auch eingeschaltete Vulkanite), gefolgt von den 600 Meter mächtigen Sandsteinen der Harlech Grits Group.
In Südwest-Dyfed setzt sich das Comley  aus der 300 Meter mächtigen Caerfai Group zusammen – Konglomerate und Sandsteine des küstennahen Bereichs sowie offen marine Schiefertone mit vulkanischen Lagen.
Bei Nuneaton beginnt das Comley mit dem 270 Meter mächtigen küstennahen Hartshill Quartzite, der von über 200 Meter mächtigen Schiefertonen des offen marinen Bereichs überlagert wird.